# Ramsden (cratère)
Pour les articles homonymes, voir Ramsden.
Ramsden est un cratère lunaire situé au sud-ouest de la face visible de la Lune. Il se trouve sur la rive occidentale de Palus Epidemiarum et à l'est immédiat du cratère Lepaute. Le cratère Ramsden est un cratère inondé par la lave. Le contour est irrégulier. Un pic central s'élève au milieu d'un sol en terrasse. Une structure rayonnante part du cratère ainsi qu'un système de crevasses dénommé Rimae Ramsden qui s'éloigne du cratère sur près de 130 kilomètres de long dans la direction nord-ouest vers la Mare Nubium, passant entre les cratères Campanus et Mercator.
En 1935, l'Union astronomique internationale a donné à ce cratère lunaire le nom de l'opticien anglais Jesse Ramsden.

## Cratères satellites

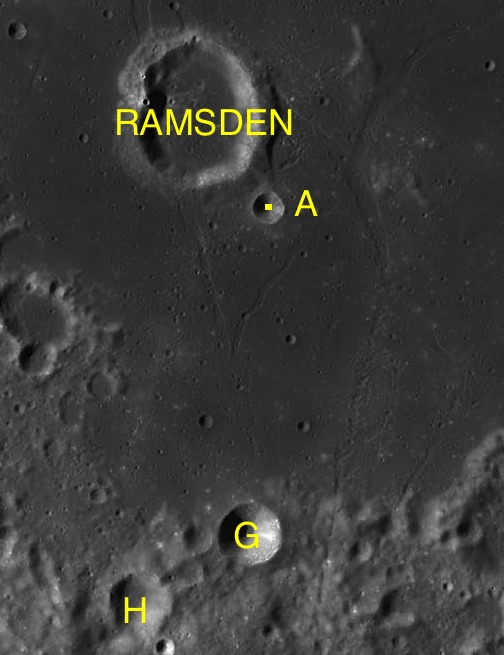
Carte des cratères satellites de Ramsden.

Par convention, les cratères satellites sont identifiés sur les cartes lunaires en plaçant la lettre sur le côté du point central du cratère qui est le plus proche de Ramsden.
| Ramsden | Latitude | Longitude | Diamètre |
| ------- | -------- | --------- | -------- |
| A       | 33.4° S  | 31.3° W   | 5 km     |
| G       | 35.3° S  | 31.6° W   | 11 km    |
| H       | 35.7° S  | 32.4° W   | 11 km    |